# Hockey Club Rovigo
L'Hockey Club Rovigo VEA, è una società sportiva italiana di hockey su prato con sede a Rovigo.
Fondata a Rovigo nel 1967 da Renato Melai, Sergio Melai ed Enrico Risalito, disputa i suoi incontri al campo Francesco Gabrielli, all'interno della struttura dello stadio Francesco Gabrielli. Nella stagione 2013-2014 partecipa al campionato di serie A2 nel girone B.
La società inoltre partecipa al campionato di serie B con la squadra riserve ed ai campionati giovanili Under-17 ed Under-14.
Anima della società è stata per molti anni Mario Steffenel, giocatore, allenatore e Presidente morto improvvisamente nel 2014 a causa di un male incurabile.